# Liebre (atletismo)

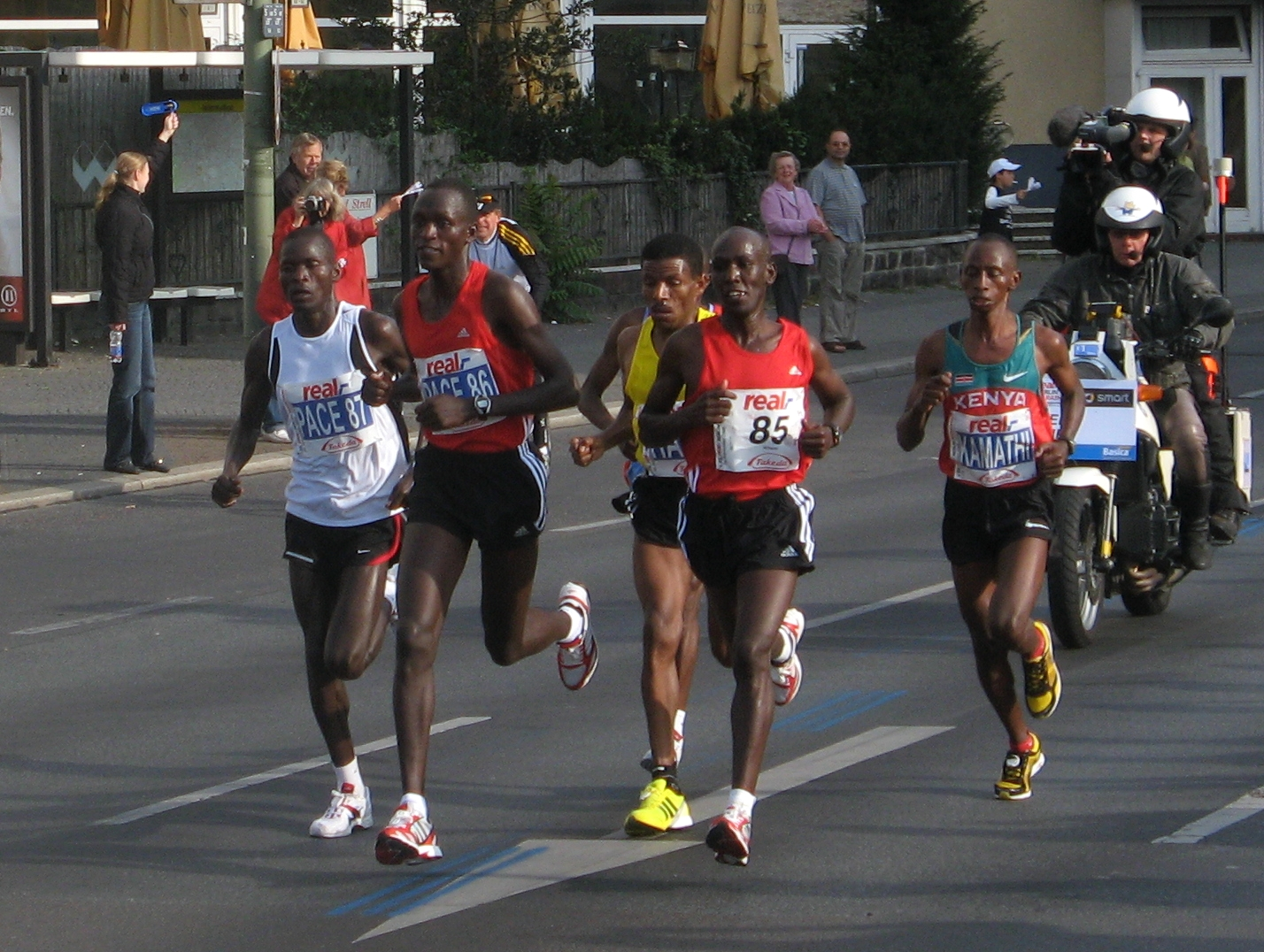
Los atletas Abel Kirui, Elijah Keitani y Wilson Kigen ejerciendo de liebres para Haile Gebrselassie y Charles Kamathi en la maratón de Berlín de 2008.

En atletismo, una liebre es un corredor cuya función es marcar un determinado ritmo durante la primera parte de algunas carreras de media y larga distancia. Generalmente, las liebres no completan las carreras en las que participan, sino que abandonan tras haber cubierto una distancia predeterminada. El uso de liebres se ha hecho común en carreras de alto prestigio y en eventos en los que algún atleta vaya a intentar batir un récord.
La función principal de una liebre es imponer un ritmo lo suficientemente alto durante la primera parte de la carrera como para asegurar que los atletas favoritos puedan acabar en un tiempo rápido (generalmente, los organizadores y los atletas favoritos dan instrucciones precisas a las liebres acerca del ritmo que desean y la distancia que deber cubrir). Esta función es especialmente importante en eventos en los que se intenta batir un récord, ya que las liebres permiten a los favoritos conseguir los tiempos intermedios que necesitan para batir el récord. Una función secundaria de las liebres es la de proteger a los favoritos contra los amagos de algunos corredores que imponen un ritmo excesivamente alto desde el principio. En situaciones así, un grupo de liebres experimentadas es útil para que los favoritos sean capaces de mantener un ritmo constante durante toda la carrera, sin desinflarse durante la última parte. 
El uso de liebres ganó popularidad en 1954 a raíz de la ayuda que Chris Brasher y Chris Chataway brindaron a Roger Bannister cuando este último se convirtió en el primer corredor en romper la barrera de los cuatro minutos en la milla. Sin embargo, los puristas argumentan que el uso de liebres se opone a la ética del atletismo, ya que las liebres están esencialmente siendo remuneradas para perder. De hecho, los aficionados al atletismo de principios y mediados del siglo XX no consideraban correcto que algunos corredores no corrieran para ganar (o para establecer un récord personal), y las reglas de la época indicaban que los récords establecidos con la ayuda de liebres eran válidos solo si las liebres completaban la carrera. En la actualidad, esta regla ya no existe, pero las liebres aún deben inscribirse como participantes normales y comenzar la carrera desde la línea de salida al mismo tiempo que los demás corredores. Además, a las liebres no se les permite tomar atajos, y en carreras con múltiples vueltas a un circuito, no se permite que los corredores doblados actúen como liebres.
Algunos corredores han alcanzado la fama al ganar de manera inesperada competiciones en las que participaban como liebres. Por ejemplo, en la final de los 1500 metros de los Juegos de Bislett en 1981, los corredores decidieron mantener un ritmo relativamente lento para poder vigilarse mutuamente, en vez de seguir el ritmo rápido impuesto por la liebre Tom Byers; cuando decidieron atacar, Byers ya había acumulado suficiente ventaja como para acabar ganando el título por delante del favorito Steve Ovett. Una situación similar se vivió en la Maratón de Los Ángeles de 1994, en la que el veterano corredor Paul Pilkington fue contratado por los organizadores para imponer un ritmo fuerte durante la primera parte de la carrera y después abandonar. Sin embargo, cuando los favoritos no fueron capaces de seguir su ritmo, Pilkington decidió continuar corriendo hasta cruzar la línea de meta en primera posición. Su victoria le reportó un premio en metálico de $27.000 y un automóvil Mercedes.
El uso de liebres también se ha extendido a las carreras hípicas, en las que caballos mediocres son inscritos específicamente a fin de marcar un ritmo para un caballo más rápido del mismo establo. En algunas ocasiones, estos caballos también han conseguido vencer a los favoritos a los que se suponía que tenían que ayudar -por ejemplo, en el Eclipse Stakes de 1989, cuando el favorito Indian Skimmer acabó una cabeza por detrás de su liebre.